# Nausinoe reussi
Nausinoe reussi is een vlinder van de familie van de grasmotten (Crambidae), uit de onderfamilie van de Spilomelinae. De wetenschappelijke naam van deze soort is voor het eerst voorgesteld als Lepyrodes reussi door Max Gaede in een publicatie uit 1917.
De soort komt voor in Tanzania.